# Meira Delmar
Olga Isabel Chams Eljach (Barranquilla, 21 de agosto de 1922-Barranquilla, 18 de marzo de 2009) fue una poetisacolombiana de ascendencia libanesa, conocida por el seudónimo de Meira Delmar. Fue una de las más significativas poetas del siglo XX en Colombia, considerada el nombre femenino más destacado de la poesía del país.
Fue miembro de la Academia Colombiana de la Lengua desde 1989, del Centro Artístico de Barranquilla, de la Comisión Interamericana de Mujeres, del Club Zonta Internacional de Mujeres Profesionales y Ejecutivas y de la Sociedad de Mejoras Públicas.
En su honor fue creado el Premio nacional de poesía Meira Delmar, cuya primera entrega se efectuó el 30 de abril de 2008; y que fue creado para valorar, reconocer y determinar el libro de poesía más significativo publicado y escrito por una poeta colombiana, residente en el país o en el extranjero.

## Biografía
Hija de los inmigrantes libaneses Julián E. Chams e Isabel Eljach, empezó a escribir poesía a la edad de once años. Entre sus primeros escritos destaca A las acacias en flor. 
Durante toda su adolescencia sintió gran adoración y admiración por las grandes poetas del sur: Gabriela Mistral, Alfonsina Storni, Delmira Agustini y Juana de Ibarbourou. En el ámbito local, la poetisa siempre se declaró admiradora de Amira de la Rosa, y también manifestó su gusto por Gustavo Adolfo Bécquer, Pablo Neruda, Aurelio Arturo, Raúl Gómez Jattin, Miguel de Cervantes y Miguel Iriarte.
Realizó sus estudios de bachillerato en el Colegio Barranquilla para Señoritas y sus estudios superiores en la Escuela de Bellas Artes del Centro de Estudios Dante Alighieri de Roma, Italia. Estudió música en el Conservatorio Pedro Biava de la Universidad del Atlántico e Historia del Arte y Literatura en el Centro Dante Alighieri de Roma. Más tarde fue profesora de estas materias en la Universidad del Atlántico.
En 1937 sus primeras poesías —Tú me crees de piedra, Cadena, Promesa y El regalo de la lluvia— son publicadas en la sección Poetisas de América de la revista cubana Vanidades. En el momento de enviar sus poesías decide adoptar el seudónimo Meira Delmar, principalmente para evitar que sus padres y amigos reconociesen la autora de la obra. Meira parte de la modificación del nombre Omaira, de origen árabe; y Delmar resulta de su amor y atracción por el mar. Meses después su obra adquiere popularidad y periódicos y medios nacionales empiezan a publicarla. Entonces vuelve a aparecer en Vanidades con la publicación de los poemas Romance del recuerdo, Vuelo, El encuentro y El vendedor de flores. Años después, Emilia Segebre, amiga de la poetisa revelaría la identidad tras el seudónimo a Alirio Bernal y este se encargaría de difundirlo en un artículo que escribió para la revista Civilización.
A petición y ante la insistencia de sus amigos, Ignacio Reyes Posada, Carlos Osío Noguera, Héctor Rojas Herazo y Alirio Bernal, publica en 1942 su primer libro Alba de olvido. El libro fue publicado por Editorial Mejoras, en una edición inicial de cincuenta ejemplares. Más de medio siglo después, la revista Semana, en su edición 882 de 1999, lo incluye en una selección de las mejores cien obras colombianas del siglo XX; siendo la única mujer que aparece en la sección de poesía. 
Meses después, decidió enviar una carta con sus poesías y su primer libro a Juana de Ibarbourou, domiciliada por ese entonces en Montevideo, para solicitar su opinión sobre las mismas. Tiempo después, la poetisa manifestaría que la hermosa misiva que recibió como respuesta fue la razón que la impulsó a seguir escribiendo.
En 1944 fue publicado su segundo libro de poesía, Sitio del amor. Dos años después, en 1946, publica su tercer libro Verdad del sueño.
En 1950 ofrece su primer recital público en la Biblioteca Nacional de Colombia por invitación de Carlos López Narváez. En esa ocasión es dirigida por Eduardo Carranza. Un año después publica su cuarto libro, nuevamente de poesía, Secreta isla, en el que afirma haber alcanzado su propia voz.
En 1957 publica Cuadernillo de poesía No 26 en la colección Poetas de ayer y hoy de Simón Latino en Bogotá. Tiempo después esta obra sería publicada en Buenos Aires.
A pesar de su gran reconocimiento a nivel nacional, ningún libro de la poetisa ha sido publicado por una entidad oficial o estatal; ella manifestó su descontento por el estado de abandono absoluto en el que se encuentran libros de autores altamente reconocidos.
Desde 1958 y durante 36 años fue directora de la Biblioteca Pública Departamental del Atlántico; que en su honor fue renombrada Biblioteca Pública Departamental Meira Delmar. Llegó a ese cargo por invitación de Néstor Madrid Malo, cuando este era Gobernador del departamento del Atlántico, y fue mantenida en el mismo por 27 gobernadores siguientes. En la actualidad, y en su honor existen el Centro de documentación sobre la mujer Meira Delmar de la Universidad del Atlántico y la Sala de lectura Meira Delmar de la Biblioteca Piloto del Caribe.
La poetisa nunca se casó, en sus propias palabras debido a que esperó al amor, y este nunca llegó. Sin embargo, consideró que fue afortunada en la vida, pues tuvo grandes amigos; esa fue, según su conclusión, su recompensa por no ser afortunada en el amor.
En 2001 el Centro de Educación Básica y Media N.° 145 cambia su nombre en su honor por Instituto Distrital Técnico Meira Delmar, ubicado en la Carrera 13 No. 56 - 21.

## Obra
Meira Delmar escribió al amor, al olvido y a la muerte como temas centrales de sus obras, orientando siempre su poesía al punto de vista femenino en estos temas. Así mismo, describió la existencia de una media voz en toda su poesía. En su poesía hay permanentemente la nostalgia de algo, de lo que no puede ser, de lo imposible.
Entre sus obras más destacadas se encuentran:
- Alba de olvido (1942)
- Sitio del amor (1944)
- Verdad del sueño (1946)
- Secreta isla (1951)
- Huésped sin sombra, Antología  (1971)
- Reencuentro (1981)
- Laúd memorioso (1995)
- Alguien pasa (1998)
- Pasa El Viento: Antología Poética 1942-1998 (2000)
- Viaje al Ayer(2003)

## Reconocimientos recibidos
- Doctorado honoris causa en Letras de la Universidad del Atlántico.[7]
- Medalla de Honor al Mérito de la Sociedad de Mejoras Públicas del Atlántico.[7]
- Medalla de Honor al Mérito del Club Rotario de Barranquilla.[7]
- En 1998 recibe la Medalla Gran Orden del Ministerio de Cultura de Colombia.[9]
- Medalla Simón Bolívar del Ministerio de Educación.
- Placa de Honor al Mérito y Medalla Pedro Biava del Centro Artístico de Barranquilla.[7]
- Venera de la Sociedad Interamericana de Escritores.[7]
- Medalla Puerta de Oro de Colombia de la Gobernación del Atlántico.[7]
- Orden al mérito cultural Luis Carlos López de la Gobernación del departamento de Bolívar.
- Premio Nacional de Poesía por Reconocimiento de la Universidad de Antioquia.[10]
- Botón de oro de la Corporación Universitaria de la Costa.